# Arthur Hastings
Arthur Hastings je izmišljena oseba in se pojavlja kot eden od junakov v knjigah angleške pisateljice kriminalnih romanov, Agathe Christie. V knjigah se pojavlja kot sodelavec in najtesnejši prijatelj Hercula Poirota. Po poklicu je upokojeni vojak s činom stotnika. V knjigah o Herculu Poirotu je največkrat pripovedovalec. Prvič se je pojavil v knjigi The Mysterious Affair at Styles , vse skupaj pa je nastopil v osmih knjigah.